# Seznam vrcholů v Kozích chrbtech

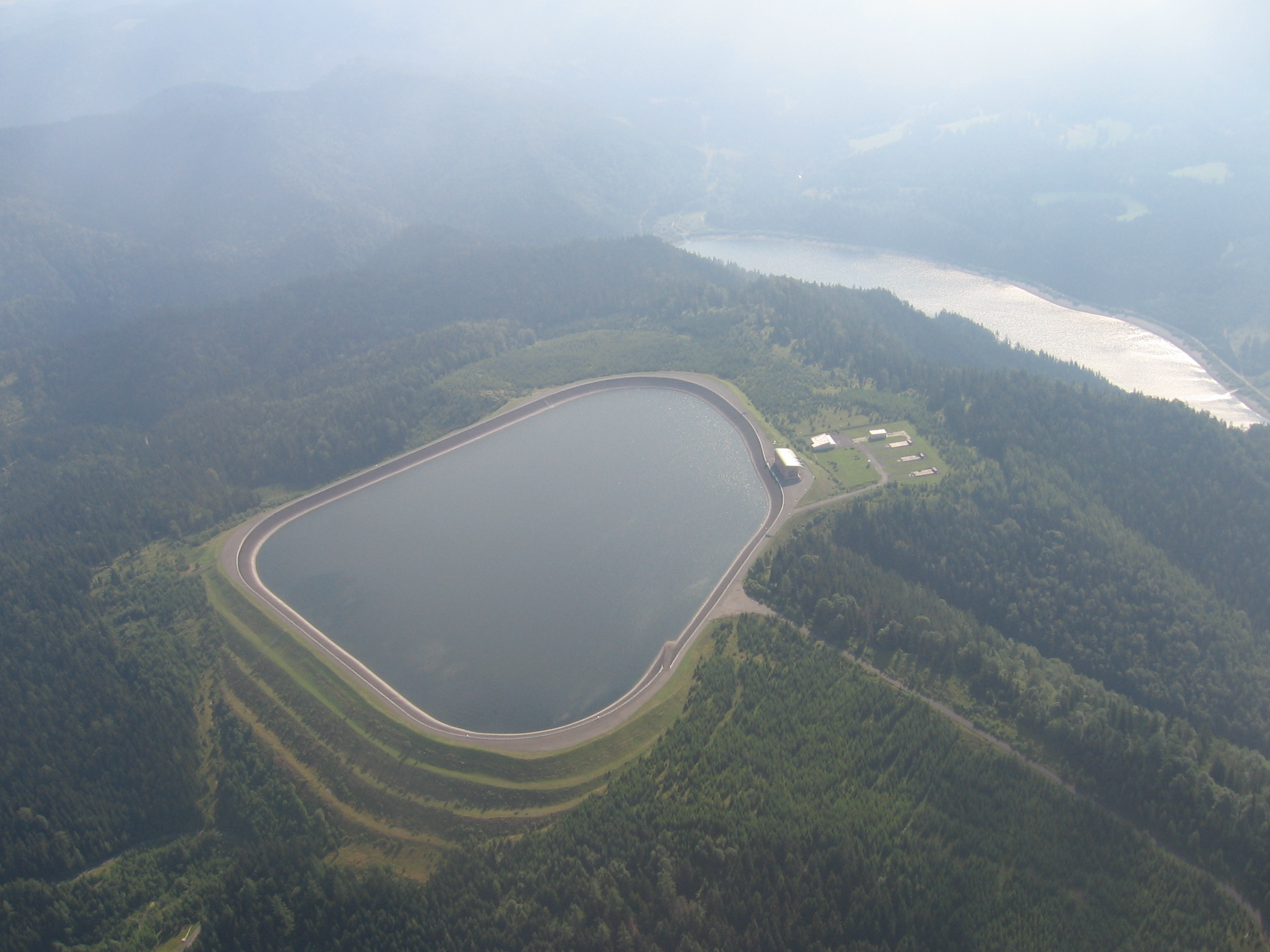
Turková (1179 m)

Seznam vrcholů v Kozích chrbtech zahrnuje pojmenované vrcholy s nadmořskou výškou nad 1000 m. K sestavení seznamu bylo použito map dostupných na stránkách hiking.sk. Jako hranice pohoří byla uvažována hranice stejnojmenného geomorfologického celku.

## Seznam vrcholů
| #   | Vrchol       | Výška (m) | Souřadnice                       | Podcelek       | Přístup                 |
| --- | ------------ | --------- | -------------------------------- | -------------- | ----------------------- |
| 1.  | Kozí kameň   | 1255      | 49°00′59″ s. š., 20°09′40″ v. d. | Dúbrava        | modrá turistická značka |
| 2.  | Turková      | 1179      | 49°01′09″ s. š., 19°54′20″ v. d. | Važecký chrbát | neznačeno               |
| 3.  | Hošková      | 1116      | 49°02′00″ s. š., 19°55′23″ v. d. | Važecký chrbát | neznačeno               |
| 4.  | Brada        | 1112      | 49°01′18″ s. š., 20°00′58″ v. d. | Važecký chrbát | neznačeno               |
| 5.  | Slamená      | 1106      | 49°02′00″ s. š., 19°58′49″ v. d. | Važecký chrbát | neznačeno               |
| 6.  | Čierna       | 1104      | 49°01′31″ s. š., 20°08′34″ v. d. | Dúbrava        | neznačeno               |
| 7.  | Krížový vrch | 1102      | 49°01′04″ s. š., 20°12′14″ v. d. | Dúbrava        | neznačeno               |
| 8.  | Jedlinská    | 1091      | 48°59′41″ s. š., 20°05′56″ v. d. | Važecký chrbát | neznačeno               |
| 9.  | Krahulec     | 1075      | 49°00′10″ s. š., 20°05′10″ v. d. | Važecký chrbát | neznačeno               |
| 10. | Gregória     | 1046      | 49°00′51″ s. š., 20°03′27″ v. d. | Važecký chrbát | neznačeno               |
| 11. | Krížna       | 1023      | 49°00′52″ s. š., 20°12′51″ v. d. | Dúbrava        | neznačeno               |
| 12. | Rigeľ        | 1009      | 49°01′14″ s. š., 19°50′50″ v. d. | Važecký chrbát | neznačeno               |